# (8068) Vishnureddy
(8068) Vishnureddy est un astéroïde de la ceinture principale.

## Description
(8068) Vishnureddy est un astéroïde de la ceinture principale. Il fut découvert le 6 mars 1981 à Siding Spring par Schelte J. Bus. Il présente une orbite caractérisée par un demi-grand axe de 2,75 UA, une excentricité de 0,20 et une inclinaison de 3,4° par rapport à l'écliptique.

## Compléments